# Südlicher Landrücken
Der Südliche Landrücken ist eine geologisch und geomorphologisch zusammengehörige, sich von Nordwest nach Südost erstreckende Hügellandschaft in Deutschland und Polen, die ihre Prägung im Wesentlichen in der Saaleeiszeit erfahren hat. Er stellt ein System von Elementen der  Glazialen Serie, vor allem Endmoränen und Grundmoränen dar, die insbesondere in der jüngeren Phase der Saaleeiszeit, dem Warthe-Stadium geformt wurden. Zum Südlichen Landrücken zählen in Deutschland folgende Naturräumlichen Haupteinheitengruppen der Großlandschaft Norddeutsches Tiefland und Untereinheiten (von Nordwesten nach Südosten): 
64  Lüneburger Heide (komplett; hervorgehoben nur die signifikanten Teile):
- Hohe Heide
  - Harburger Berge, Wilseder Berg, Lüß etc. – siehe naturräumliche Gliederung
- Ostheide
  - insbesondere Drawehn

86 Wendland und Altmark
- Hellberge
- Colbitz-Letzlinger Heide

85 Fläming (komplett)
- Teillandschaften (Hoher, Niederer etc.) im Abschnitt Gliederung

84 Lausitzer Becken- und Heideland
- Lausitzer Grenzwall
- Muskauer Faltenbogen

Schlesischer Landrücken
Zumindest bei den Landschaften der Lüneburger Heide geht man nach neuerer Forschung allerdings davon aus, dass die Sande und Kiese dieser Eisrandlagen im Wesentlichen schon aus dem Drenthe-II-Stadium stammen und zu Höhenzügen geformt wurden. Von den Gletschern des Warthe-Stadiums wurden diese Gebiete demnach nur mehr lokal gestaucht und ansonsten umflossen.